# Wouter Devriendt
Wouter Devriendt (10 april 1967) is een Belgisch bankier. Van 2016 tot 2019 was hij CEO van de staatsbank Dexia

## Levensloop
Wouter Devriendt studeerde economie aan de Katholieke Universiteit Leuven (1989) en vervolledigde zich met een MBA aan Rotterdam School of Management - Erasmus University (1992).
Devriendt klom op binnen de bank ABN AMRO. Van 2005 tot 2008 werkte hij voor Fortis en leidde hij de integratie van ABN AMRO in de Fortis-groep. Van 2009 tot 2011 was hij partner bij Frontiers Capital Partners en van 2011 tot 2016 hij de Belgische overheid onder meer bij de herstructurering van de markt van financiële dienstverleners. Van 2012 tot 2016 was hij bestuurder van Belfius en van 2013 tot 2016 was hij voorzitter van de Amsterdam Trade Bank. Bovendien werkte hij mee aan de herstructurering van de Griekse banken wanneer hij van 2014 tot 2016 door de Griekse minister van Financiën aangesteld werd in de Hellenic Financial Stability Fund (HFSF), een adviescomité om de Griekse banken te herstructureren.
Begin 2016 werd hij door de Belgische regering aangesteld om de restbank Dexia te leiden. Hij volgde in deze hoedanigheid in mei 2016 Karel De Boeck op. In januari 2020 maakte hij de overstap naar de Italiaanse bank UniCredit..
Van april 2023 tot januari 2024 was hij commissaris van de Nederlandse bank ABN AMRO.